# Ahmed Omar Saeed Sheikh
Ahmed Omar Saeed Sheikh (en urdu: احمد عمر سعید شیخ‎)  (también conocido como Umar Sheikh, Sheikh Omar, Sheik Syed, o por su sobrenombre  "Mustafa Muhammad Ahmad") (Londres, 23 de diciembre de 1977) es un terrorista británico de ascendencia pakistaní, ligado a varias organizaciones Islamistas entre las que se encuentran Jaish-e-Mohammed, Al-Qaeda, Harkat-ul-Mujahideen y el Talibán.
Fue arrestado y estuvo en prisión, acusado de Secuestro de Americanos en la India en 1994, fue liberado en 1999 y se le dio paso seguro a Afganistán con el apoyo del Talibán a cambio de los pasajeros secuestrados en vuelo 814 de Indian Airlines. Es conocido por el secuestro del reportero del Wall Street Journal, Daniel Pear en 2002. Fue arrestado en Pakistán el 12 de febrero de 2002 en Lahore, por el secuestro de Pearl y fue sentenciado a muerte el día 15 de julio de 2002. Su declaración en la corte aún no se ha escuchado esto, se debe a que tiene supuestos lazos con el MI6.
El expresidente de Pakistán Pervez Musharraf en su libro, the Line of Fire, dice que Saeed fue originalmente reclutado por las el servicio de inteligencia británico, MI6, mientras se encontraba estudiando en la London School of Economics, también dice que Saeed fue enviado a los Balcanes por el MI6 para interceptar operaciones yihadistas por último asegura "en algún punto se convirtió en un agente doble".
La participación de Saeed en el secuestro y homicidio aún no está clara ya que en su primera declaración en la corte no alego ninguna defensa, "no quiero defenderme en este caso, lo hice... bueno o malo, tenía mis razones y creo que nuestro país no debería estar cuidando los intereses de Estados Unidos", pero tiempo después su abogado presentara una apelación a la corte basada en las declaraciones de Khalid Sheikh Mohammed, en la que Khalid dice ser el asesino de Daniel Pearl.
Actualmente está detenido en la Hyderabad Central Jail en Pakistán.  En febrero del 2014, el periódico The Times of India reportó que Saeed había atentado contra su propia vida, pero que había sido descubierto por los guardias de la prisión y que actualmente estaba estable, también publicó la declaración de un oficial de la prisión en la que dijo "Él está preso en una sección diferente de la prisión por que no es un criminal ordinario [...] presentamos cargos en su contra por el intento de suicidio y ahora se enfrenta a que se le de más tiempo de prisión". Otro oficial de la prisión declaró en el mismo medio: "Él es un criminal inteligente, fuerte y listo con otras características peligrosas, por ello su intento de suicidio me sorprendió."

## Primeros años
En su juventud asistió a la Forest School, Walthamstow, un colegio independiente en el Noreste de Londres, cuyo alumnado incluía al capitán de cricket inglés Nasser Hussain, el cineasta Peter Greenaway y la cantante Suzana Ansar.  Desde los 14 hasta los 16 años asistió al Aitchison College, el colegio-internado más exclusivo para hombres en Pakistán, donde su familia fue temporalmente reubicada. Después regresó a Reino Unido para continuar en la Forest School. Le dijo a sus amigos que en Pakistán aprendió del Jihadismo, aunque no le creyeron. Fue un buen jugador de ajedrez y ganó una copa júnior en Londres. Tiempo después ingreso a London School of Economics, para estudiar estadística, dejó la escuela durante el primer año. El diario británico The Guardian hizo pública la declaración de un compañero, de la Forest School y de la LSE, llamado Syed Ali Hasan dijo de Saeed, lo describió como "brillante pero funcional" también afirmó que Saeed fue suspendido de la escuela en varias ocasiones por su violencia, el mismo diario también reportó que Sheikh se puso en contacto con un grupo radical islamista en la LSE, citando a Hasan "él nos dijo que iba a Bosnia y nunca regreso a la escuela".

## Secuestro de viajeros británicos y estadounidenses en 1994
Estuvo en la prisión de Ghaziabad durante 5 años en los 90s por tener conexión con los secuestros de 1994, de 3 viajeros británicos, Myles Croston de 28, Paul Rideout de 26, Rhys Partridge de 27 y un viajero estadounidense, Béla Nuss, de 43.

## Secuestro y salida de la prisión
En 1999 el vuelo 814 de Indian Airlines fue secuestrado en Nepal, los secuestradores pedían la liberación de Saeed, Masood Azhar and Mushtaq Ahmed Zarga, que eran líderes de Harkat-ul-Mujahideen Penakistan.. El avión aterrizó en Kandahar, los miembros del Talibán rodearon el avión, después de eliminar cualquier operación de la India. Después de las negociaciones entre el gobierno de la india y los secuestradores, los rehenes fueron liberados 8 días después del secuestro, sin embargo uno de los viajeros secuestrados Rupan Katyal, fue apuñalado hasta la muerte por uno de los secuestradores. Se hizo el cambio de los 3 rehenes restantes por 3 prisioneros.

## Descripciones de los medios
La revista The Times describe a Saeed como "un terrorista poco ordinario, sino un hombre que tenía vínculos que iban hasta los servicios de inteligencia de Pakistán en los círculos más cercanos a Osama Bin Laden y a al-Qaeda". Acuerdo con la ABC, Saeed empezó a trabajar para el servicio pakistaní; Inter-Services Intelligence (ISI) en 1993, para 1994 el Saeed ya estaba operando campos de entrenamiento en Afganistán y se ganó el sobrenombre de "el hijo especial de Bin Landen."
En mayo del 2002 el periódico The Washington Post hizo cita a un pakistaní anónimo que decía saber que a Saeed se le pagaban los gastos del juicio de 1994, por parte de ISI.

## Posible conexión con los secuestradores del 9/11
En octubre del 2001 un official de alto mando del gobierno de Estados Unidos dijo a CNN que investigaciones del gobierno de Estados Unidos descubrieron que Saeed usando el alias"Mustafa Muhammad Ahmad" había enviado $100,000 dólares desde Los Emiratos Árabes a Mohamed Atta." Las investigaciones sugieren que después Atta distribuyó el dinero a conspiradores en Florida semanas antes del ataque del 9/11. Sin embargo la comisión del 9/11 dio como reporte que la fuente de los fondos permanece desconocida.